# Mandela: Long Walk to Freedom
Mandela: Long Walk to Freedom es una película biográfica británico-sudafricana del 2013 dirigida por Justin Chadwick a partir de un guion escrito por William Nicholson y protagonizado por Idris Elba y Naomie Harris. La película está basada en el libro autobiográfico Un largo camino hacia la libertad de 1995 del revolucionario antiapartheid y expresidente sudafricano Nelson Mandela.

## Argumento
Basado en la autobiografía del mismo nombre del presidente sudafricano Nelson Mandela, que narra sus primeros años, la mayoría de edad, la educación y 27 años de prisión antes de convertirse en presidente de Sudáfrica y trabajar para reconstruir la sociedad del país en la cual existía el apartheid

## Reparto
| - Idris Elba como Nelson Mandela (adulto) - Atandwa Kani como Nelson Mandela (entre los 16–23 años) - Siza Pini como Nelson Mandela (entre los 7–9 años) - Naomie Harris como Winnie Madikizela - Tony Kgoroge como Walter Sisulu - S'Thandiwe Kgoroge como Albertina Sisulu - Riaad Moosa como Ahmed Kathrada - Zolani Mkiva como Raymond Mhlaba - Simo Mogwaza como Andrew Mlangeni - Tshallo Sputla Chokwe como Oliver Tambo - Fana Mokoena como Govan Mbeki - James Cunningham como George Bizos - Thapelo Mokoena como Elias Motsoaledi - Jamie Bartlett como James Gregory - Deon Lotz como Kobie Coetzee - Terry Pheto como Evelyn Mase - Sello Maake como Albert Lutuli - Gys de Villiers como F. W. de Klerk - Zenzo Ngqobe como Patrick Lekota | - Carl Beukes como Niel Barnard - A.J. van der Merwe como Fanie van der Merwe - Nomfusi Gotyana como Miriam Makeba - Andre Jacobs como Bram Fischer - Louis van Niekerk como Quartus de Wet - Adam Neill como Percy Yutar - Lindiwe Matshikiza como Zindzi Mandela (entre los 28–32 años) - Refilwe Charles como Zindzi Mandela (entre los 8–12 años) - Semuhle Shangasi como Zenani Mandela-Dlamini (entre los 28–32 años) - Khumbuzile Maphumulo como Zenani Mandela (entre los 8–12 años) - John Herbert como Arthur Goldreich |

## Producción
El productor Anant Singh comenzó a trabajar en el proyecto después de entrevistar a Mandela mientras aún estaba encarcelado dos décadas antes. Tras la publicación de la autobiografía de Mandela, Singh obtuvo los derechos para la adaptación cinematográfica, que se completó 16 años después por el guionista William Nicholson. La película está dirigida por Justin Chadwick.

### Música
Para la película, U2 escribió la canción «Ordinary Love». Los suscriptores del sitio web oficial de la banda pudieron escuchar un fragmento corto primero. En la película se utilizó mucha música africana.

## Estreno
La película tuvo su estreno mundial en el Festival Internacional de Cine de Toronto el 7 de septiembre de 2013. Se estrenó el 28 de noviembre de 2013 en Sudáfrica y el 3 de enero de 2014 en el Reino Unido, una semana antes y un mes después de la muerte de Mandela, respectivamente.
Long Walk to Freedom se estrenó en Londres el 5 de diciembre de 2013 como Royal Film Performance, al que asistieron Guillermo de Cambridge y Catalina de Cambridge, junto con las hijas de Mandela, Zindzi y Zenani. El anuncio de la muerte de Nelson Mandela ocurrió mientras se proyectaba la película; El duque y la duquesa fueron inmediatamente informados del fallecimiento de Nelson, mientras que el productor Anant Singh (junto a Idris Elba) subieron al escenario durante los créditos finales para informar a los espectadores sobre el fallecimiento de Mandela, y guardó un minuto de silencio. El príncipe William hizo breves comentarios a la prensa mientras salía del teatro, diciendo que "solo quería decir que es una noticia muy triste y trágica. Nos recordaron lo extraordinario e inspirador que era Nelson Mandela. Mis pensamientos y oraciones están con él y su familia en este momento". La película se retiró temporalmente de los cines de Sudáfrica al día siguiente por respeto, pero regresó el 7 de diciembre de 2013. El 8 de diciembre para marcar el lanzamiento de la película, en una cena de gala y una proyección privada y subasta de caridad en beneficio de la organización benéfica para niños Onetoonechildrensfund. Sir Trevor McDonald fue el Maestro de Ceremonias de la noche, presentando la subasta donde se encuentra uno de una edición limitada de 6 retratistas de Nelson Mandela, esculpido en vida por David Cregeen. La cabeza fue donada por el escultor y vendida en ayuda del trabajo de la organización benéfica en Sudáfrica.

### Crítica
En Rotten Tomatoes, la película tiene un índice de aprobación del 61 % basado en 130 críticas, con una calificación promedio de 6.2/10. El consenso crítico del sitio dice: "Podría ser demasiado respetuoso para elevarse realmente, pero no se puede negar el impresionante trabajo de Idris Elba en Mandela: Long Walk to Freedom, o el poder inspirador de la vida que representa". En Metacritic, que asigna una calificación promedio ponderada a las reseñas, la película tiene un puntaje promedio de 60 sobre 100, basado en 32 críticos, que indica "críticas mixtas o promedio".
Scott Foundas, de Variety, dijo que la película "nunca opta por un toque ligero cuando va a hacer un martillo", pero también elogia a Elba por "una actuación imponente, de Mandela para la edad".
Claudia Puig, de USA Today, estuvo de acuerdo en que la actuación de Elba muy buena, pero sintió que la película no era tan fuerte, diciendo: "Con todo y ambiciosa, la película sufre al tratar de exprimir demasiados hitos de la larga vida de Nelson Mandela mientras trabajaba para acabar con el opresivo "régimen del apartheid en Sudáfrica. Pero el talento de los actores principales lo presta, en particular la actuación dominante de Idris Elba como Mandela".
Jordan Hoffman de Film.com también le dio a la película una crítica negativa: " Mandela: Long Walk to Freedom debería haber sido un descanso. Una quema lenta que llevó a un eventual triunfo, conmovedores discursos, Idris Elba furioso contra la injusticia, el mundo hizo una "mejor lugar debido al sacrificio de un hombre. Pero por más loco y ofensivo que parezca, recibirás más escalofríos por el discurso idiota de Elba sobre la cancelación del apocalipsis en la Cuenca del Pacífico que en este aburrimiento".
Sin embargo, Peter Travers de Rolling Stone le dio a la película una crítica generalmente positiva con 2 y medio de 4 estrellas, principalmente rodeando las actuaciones.
El guionista William Nicholson afirmó que no lo hizo mejor debido a la película 12 Years a Slave: "12 años de esclavitud se estrenó en Estados Unidos y eso absorbió toda la culpa sobre los negros que estaba disponible. Estaban tan exhaustos sintiéndose culpables por la esclavitud que no creo que haya quedado mucho para ser bueno con nuestra película ". También especuló que la muerte de Mandela dio lugar a una "sobredosis" de Mandela entre las personas, de modo que ya tuvieron suficiente de él cuando la película finalmente llegó a los cines; "De repente se supo que murió. Nos inundaron las cosas de Mandela y después de una semana todos pensamos, por favor, que lo quiten, ya hemos oído lo suficiente sobre Mandela".

## Precisión histórica
Vincent Hiribarren, profesor de historia mundial en el King's College de Londres, señala en su reseña de la película para History Extra, el sitio web de la BBC History Magazine: "(La película) muestra claramente la comprensión de Mandela de los años del apartheid. O al menos, lo que quería hacernos saber. Como la película no se basa en la vida de Mandela sino en las propias palabras de Mandela, las críticas a la autobiografía de Mandela también pueden dirigirse a la película ".
En cuanto al levantamiento de Soweto en 1976, Hiribarren dijo que la película "no pasó mucho tiempo evocando este evento crucial, porque Mandela no dijo mucho sobre Soweto en su libro. Sin embargo, el levantamiento de Soweto fue fundamental para crear un nuevo clima político en Sudáfrica que llevó directamente a la politización de muchos jóvenes sudafricanos ". Hiribarren otorgó a la película tres estrellas por exactitud histórica y cinco por diversión.

## Premios
| Premio                                          | Categoría                                                     | Nominado                                                     | Resultado |
| ----------------------------------------------- | ------------------------------------------------------------- | ------------------------------------------------------------ | --------- |
| Premios Óscar                                   | Mejor canción original                                        | U2 por «Ordinary Love»                                       | Nominada  |
| ABFF Hollywood Awards                           | Artista del año                                               | Idris Elba (también para Pacific Rim y Thor: The Dark World) | Nominada  |
| Premios Globo de Oro de 2013                    | Globo de Oro al mejor actor - Drama                           | Idris Elba                                                   | Nominada  |
| Premios Globo de Oro de 2013                    | Globo de Oro a la mejor banda sonora                          | Alex Heffes                                                  | Nominada  |
| Premios Globo de Oro de 2013                    | Globo de Oro a la mejor canción original                      | U2 y Danger Mouse («Ordinary Love»)                          | Ganadora  |
| Premios de la Crítica Cinematográfica           | Merjor Canción                                                | «Ordinary Love»                                              | Nominada  |
| Motion Picture Sound Editors Golden Reel Awards | Mejor edición de sonido: Partitura musical en un largometraje | Lewis Morison                                                | Nominada  |